# Astronomisches Observatorium Xinjiang

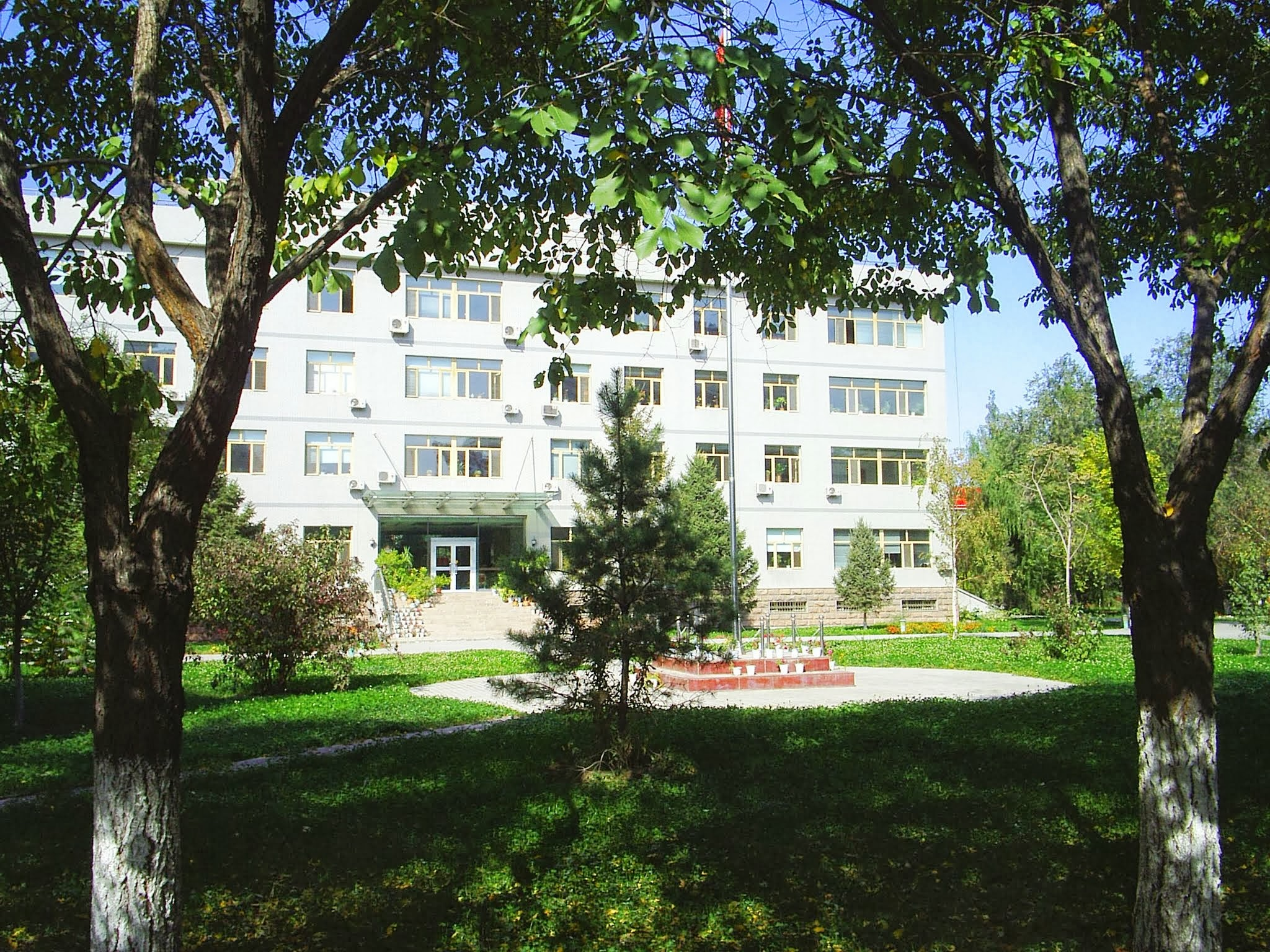
Die Hauptverwaltung in Ürümqi

Das Astronomische Observatorium Xinjiang (chinesisch 中国科学院新疆天文台, englisch XinJiang Astronomical Observatory, XAO) in Ürümqi, Wissenschaft 1-Straße 150, ist eine astronomische Forschungseinrichtung der Chinesischen Akademie der Wissenschaften, die 1957 als „Satellitenbeobachtungs-Station Ürümqi der Chinesischen Akademie der Wissenschaften“ (中国科学院乌鲁木齐人造卫星观测站) gegründet wurde. Direktorin des Observatoriums ist seit Februar 2005 Wang Na (王娜, *1965).

## Geschichte
Am 4. Oktober 1957 startete die Sowjetunion den ersten künstlichen Erdsatelliten Sputnik 1. Elf Tage später, am 15. Oktober, unterzeichneten Vizepremier Nie Rongzhen und Michail Georgijewitsch Perwuchin, stellvertretender Vorsitzender des Ministerrats der UdSSR, in Moskau das „Übereinkommen zwischen der Chinesischen Regierung und der Regierung der Sowjetunion über die Herstellung neuartiger Waffen und militärischer Ausrüstung sowie den Aufbau einer umfassenden Atomindustrie in China“. Auf der Basis dieses Übereinkommens wurde in China ab dem 11. Dezember 1957 das Satellitenbeobachtungs-Netzwerk der Chinesischen Akademie der Wissenschaften aufgebaut, mit zunächst 12 optischen Beobachtungsstationen, eine davon Ürümqi.
Ab Oktober 1958 waren es Dozenten von der Fakultät für Physik des Landwirtschaftlichen Instituts der Volksbefreiungsarmee (新疆八一农学院, Pinyin Xīnjiāng Bā Yī Nóng Xuéyuàn), damals die einzige Universität in Xinjiang,
die die Flugbahnen der sowjetischen Satelliten beobachteten – der erste chinesische Satellit hob erst am 24. April 1970 ins All ab – und die Daten an die übergeordneten Dienststellen weiterleiteten.
Nach dem Bruch mit der Sowjetunion im Jahr 1960
wurden die Bahndaten der Satelliten natürlich nicht mehr nach Baikonur weitergemeldet, und man begann mit eigentlichen astronomischen Beobachtungen. Unter der Ägide von Yang Rupu (杨汝朴), von Februar 1980 bis Juli 1987 Leiterin bzw. Parteisekretärin der Satellitenbeobachtungs-Station Ürümqi,
wurde dies intensiviert. Im September 1982 wurde ein binokulares Sonnenteleskop mit einem Linsendurchmesser von 18 cm für die Beobachtung der Chromosphäre und der Photosphäre installiert. Im August 1983 folgte ein Radioteleskop mit einem Schüsseldurchmesser von 2 m, das der kontinuierlichen Beobachtung der elektromagnetischen Strahlung der Sonne im 3,2-cm-Band diente.
Dies war das erste Radioteleskop in Xinjiang.
Am 26. Oktober 1987 wurde den neuen Realitäten auch formal Rechnung getragen und die ehemalige Satellitenbeobachtungs-Station in „Astronomische Station Ürümqi der Chinesischen Akademie der Wissenschaften“ (中国科学院乌鲁木齐天文站) umbenannt. Am 21. April 2001 wurde aus dem Astronomischen Observatorium Yunnan, dem Forschungsinstitut für astronomische Optik und Technologie, Nanjing, der Satellitenbeobachtungs-Station Changchun und der Astronomischen Station Ürümqi die Nationalen Astronomischen Observatorien der Chinesischen Akademie der Wissenschaften mit Sitz in Peking gebildet (das Astronomische Observatorium Shanghai und die Sternwarte am purpurnen Berg waren zwar für praktische Zwecke ebenfalls Bestandteil der neuen Organisation, behielten aber ihren Status als separate juristische Personen).
Bereits am 22. November 1993 hatte die Astronomische Station in der 75 km südlich von Ürümqi liegenden Gemeinde Gangou (甘沟乡) ein Radioteleskop mit einer 25 m großen Parabolantenne in Betrieb genommen (siehe unten). Außerdem wurden 2010 in Bayanbulak und Ulastai, auf der Südseite des Tian Shan,
Bezugspunktstationen für die vom Chinesischen Tektonischen Beobachtungsnetzwerk (中国大陆构造环境监测网络) genutzten Navigationssatelliten eingerichtet.
Der Bereich der Einrichtung erstreckte sich also weit über Ürümqi hinaus. So wurde die Station (站) im Januar 2011 zum Observatorium (台) hochgestuft und erhielt ihren heutigen Namen Astronomisches Observatorium Xinjiang (新疆天文台, Pinyin Xīnjiāng Tiānwéntái).
Am 27. August 2011 wurde in einer feierlichen Zeremonie das neue Türschild enthüllt.

## Außenstellen

### Nanshan

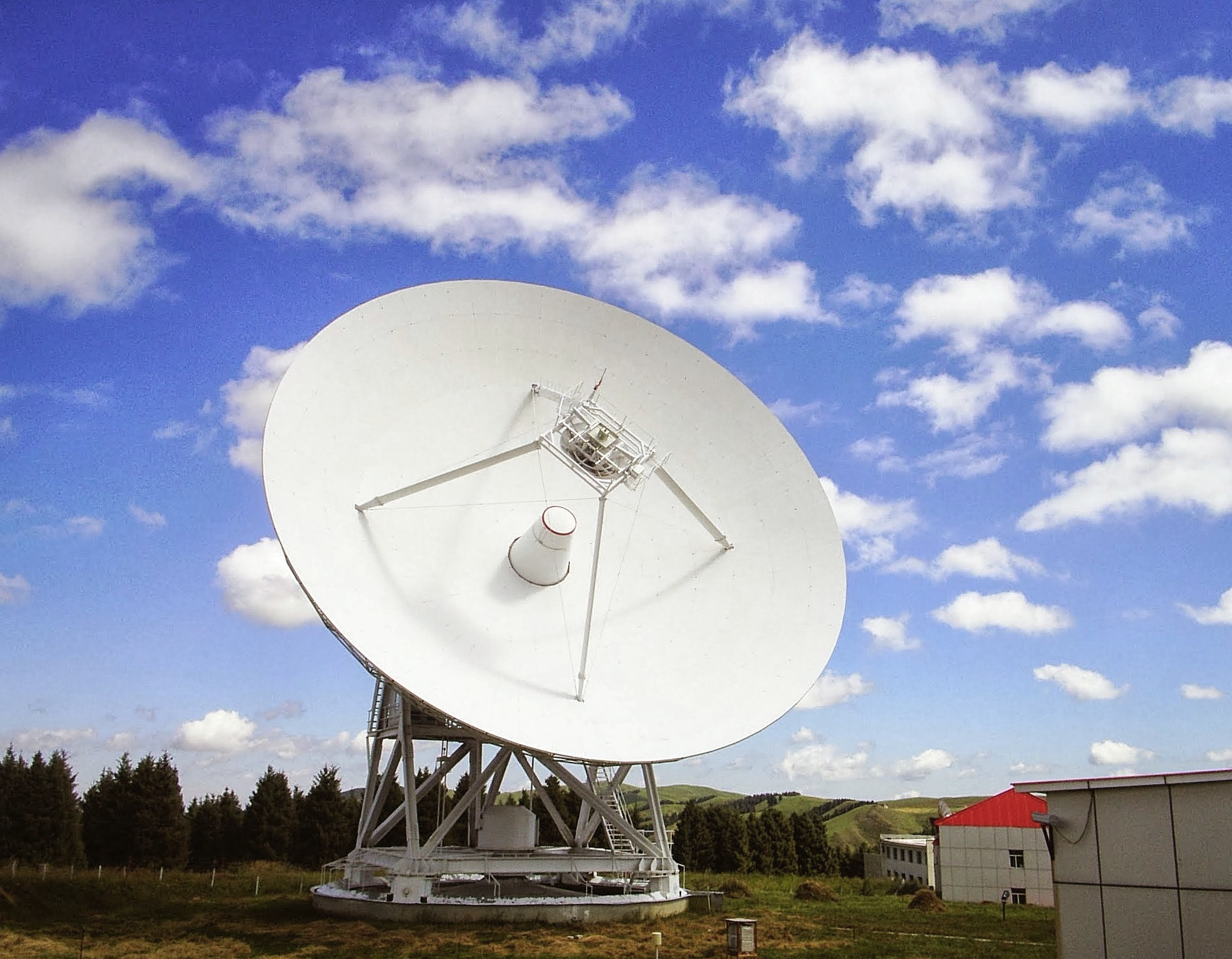
Das Nanshan-Radioteleskop

Der Aufbau der Nanshan-Basis (南山基地, wörtl. „Basis in den Südbergen“, internationaler Code N87) begann am 30. August 1991 mit der feierlichen Grundsteinlegung für das 25-m-Radioteleskop. Der Name der Einrichtung leitet sich von ihrer Lage in den Vorbergen des Tian Shan 75 km südlich von Ürümqi ab
und hat nichts mit dem Nan-Shan-Gebirge auf der Grenze zwischen Qinghai und Gansu zu tun. Das auf einer Höhe von 2080 m über dem Meeresspiegel liegende und von Anfang an als Teil des Chinesischen VLBI-Netzwerks konzipierte Radioteleskop wurde im Dezember 1993 in Betrieb genommen.
Das Teleskop in der Cassegrain Beam Waveguide Bauform arbeitet derzeit auf den Wellenlängen 18 cm, 13 cm, 6 cm, 3,6 cm und 1,3 cm, also den Frequenzbändern L, C, X, K, und kann bis auf 15 Winkelsekunden genau ausgerichtet werden.
Das Teleskop ist fast das ganze Jahr über im Einsatz, 2010 zum Beispiel an 349 Tagen, davon 6453 Stunden reine Beobachtungszeit; in jenem Jahr wurden 813 Stunden für Systemwartung aufgewendet.
Das Nanshan-Teleskop, international als „Nanshan Radio Telescope“ bzw. „NSRT“ bezeichnet, war seit 2005, also seit den ersten Tests am Boden, Teil des Mondprogramms der Volksrepublik China und bildet seit der Chang’e-1 Mission 2007 zusammen mit den Radioobservatorien in Miyun bei Peking, Kunming und Shanghai ein VLBI-Netzwerk zur Bahnbeobachtung der Mondsonden.
In den Jahren 2013/14 wurde das Teleskop dann unter der Leitung von Aili Yusup, Chefingenieur der Nanshan-Basis und Planungsleiter für die Monderkundungsaktivitäten des Observatoriums Ürümqi, in Vorbereitung auf die Chang’e-4 Mission sowie für zukünftige Rückkehrmissionen (die 3. Phase des Mondprogramms) auf einen Durchmesser von 26 m erweitert und ein Doppelfrequenz-Empfänger für das S- und X-Band installiert.
Bereits 2009 war die Basis auf eine Fläche von 21 ha erweitert worden, mit Wohnheim, Kantine, Strom- und Wasserversorgung. Neben dem 26-m-Radioteleskop, aus Tradition bis heute oft als 25-m-Teleskop bezeichnet, verfügt die Einrichtung, 2015 in „Beobachtungsstation Nanshan“ (南山观测站) umbenannt, über ein hochpräzises optoelektronisches 40-cm-Teleskop, ein 80-cm-Teleskop und einige optische Teleskope mit 30 cm Linsendurchmesser, die zur Beobachtung von Weltraumschrott dienen. 2005 wurde ein 1,2-m-Teleskop installiert, mit dem ab 2016 zahlreiche quantenphysikalische Experimente mit dem Satelliten Micius durchgeführt wurden.
Außerdem befinden sich auf dem Nanshan-Gelände noch drei Bodenstationen für Navigationssatelliten:
- Bezugspunktstation für den International GNSS Service der International Association of Geodesy

- Bodenstation für die vom Mondprogramm der Volksrepublik China genutzten Navigationssatelliten

- Bezugspunktstation für die vom Chinesischen Tektonischen Beobachtungsnetzwerk genutzten Navigationssatelliten[28]

### Kashgar

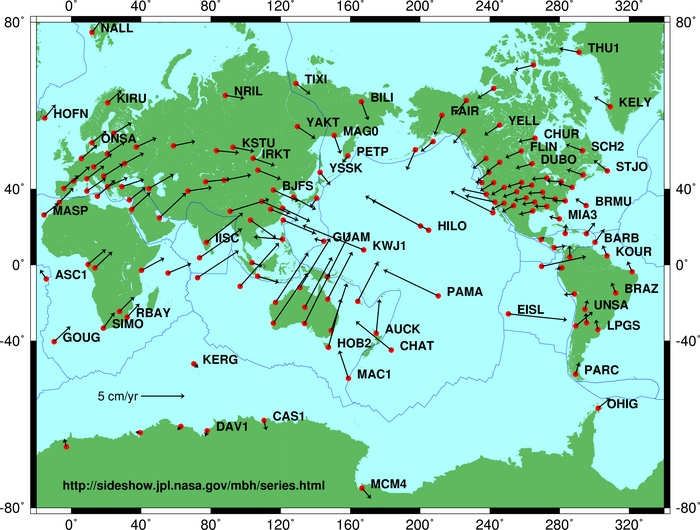
Eine mit Navigationssatelliten-Daten erstellte Karte der Plattendrift

Die Satelliten-Bodenstation Kaschgar des Astronomischen Observatoriums Xinjiang (喀什卫星地面站, Pinyin Kāshí Wèixīng Dìmiànzhàn), nicht zu verwechseln mit der Ende der 1960er Jahre errichteten, der damaligen „Abteilung für Satellitengeodäsie“ in Weinan (heute Satellitenkontrollzentrum Xi’an) unterstehenden Bahnverfolgungsstation Kaschgar (喀什地面观测站) oder der am 28. Januar 2008 in Betrieb genommenen Aufklärungssatelliten-Bodenstation Kaschgar (中国遥感卫星地面站喀什站),
ist eine Bodenstation speziell für die Navigationssatelliten des Chinesischen Regionalen Positionsbestimmungssystems (中国区域定位系统, Pinyin Zhōnggúo Qūyù Dìngwèi Xìtǒng), nach der englischen Bezeichnung „Chinese Area Positioning System“ international CAPS abgekürzt, sowie die Satelliten des Beidou-Satellitennavigationssystems.
Gelegen in der Östlichen Muztagh-Straße, etwa 1 km östlich des Ostsees, befassen sich dort 5 Wissenschaftler und Ingenieure sowie 4 Verwaltungsangestellte mit der Aufzeichnung und Weitergabe von Daten, die für Forschungen auf den Gebieten der Geodäsie, Geodynamik und insbesondere Plattentektonik, sowie für Vorhersagen zu Veränderungen der Umdrehungsdauer der Erde verwendet werden. Hierfür stehen eine größere Parabolantenne an der Ostseite des Gebäudes sowie 8 kleinere Parabolantennen auf der Südseite zur Verfügung.

### Bayanbulak
Im Oktober 2006 hatten das Chinesische Amt für Seismologie, die Chinesische Akademie der Wissenschaften, das damalige Büro für Topografie und Kartographie beim Generalstab (heute Büro für satellitengestützte Navigation des Gemeinsamen Generalstabs bei der Zentralen Militärkommission), das Staatliche Büro für Landvermessung, Kartografie und Geoinformation, das Chinesische Amt für Meteorologie und das Ministerium für Bildung das Chinesische Tektonische Beobachtungsnetzwerk gegründet. Im Dezember 2007 begann man mit dem Aufbau von insgesamt 260 Bezugspunktstationen für Navigationssatelliten, eine davon 2010 die GNSS-Bezugspunktstation Bayanbulak des Astronomischen Observatoriums Xinjiang (巴音布鲁克GNSS基准站, Pinyin Bāyīn Bùlǔkè GNSS Jīzhǔnzhàn) im Kreis Hejing des Mongolischen Autonomen Bezirks Bayingolin auf der Südseite des Tian Shan. Die von Bayanbulak und den anderen Bezugspunktstationen gesammelten Daten dienen neben der Grundlagenforschung zu Plattentektonik, Geodynamik etc. vor allem der Erdbebenvorhersage und der Abschätzung des Ausmaßes von Erdbebenschäden.

### Ulastai

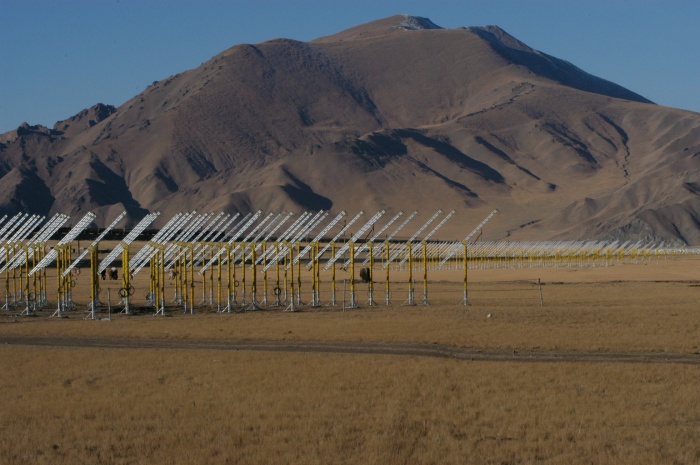
Die ersten Antennengruppen der 21CMA-Anlage im Dezember 2004

Ebenfalls im Kreis Hejing, 440 km östlich von Bayanbulak auf dem Gebiet des Dorfes Ulastai Chaghan (乌拉斯台查汗村) der Gemeinde Algu (阿拉沟乡), befindet sich die Beobachtungsstation Ulastai (乌拉斯台观测站, Pinyin Wūlāsītái Guāncèzhàn). Auf einer Hochebene 2650 m über dem Meeresspiegel, weit abgelegen von der Zivilisation (194 km von der Kreisstadt entfernt), d. h. mit wenig Störung durch Rundfunk- und Fernsehsignale, wurde hier von 2004 bis Juli 2006 ein Radiointerferometer aus 81 Gruppen mit jeweils 127 logarithmisch-periodischen Antennen (also insgesamt 10.287 Antennen) gebaut, die in zwei L-förmig senkrecht zueinander stehenden, genau in Nord-Süd- bzw. Ost-West-Richtung ausgerichteten Armen von 4 km bzw. 3 km Länge angeordnet sind.
Mit diesen fest montierten, nicht schwenkbaren Antennen wird ein Himmelsbereich von 10° × 10° um den Himmelsnordpol rund um die Uhr im Frequenzbereich 50 MHz bis 200 MHz mit einer Auflösung von 24 kHz beobachtet, um die 21 cm Hintergrundstrahlung der Wasserstofflinie von den Sternen, Supernovas und Schwarzen Löchern aus der Reionisierungsepoche des Universums aufzuzeichnen. Eigentlich entspricht eine Wellenlänge von 21 cm einer Frequenz von 1420 MHz, da die Signale wegen der Ausdehnung des Universums in den letzten 12 Milliarden Jahren jedoch stark rotverschoben sind, sucht man in Ulastai nun bei 50–200 MHz. Die Anlage wird wegen der englischen Bezeichnung „Primeval Structure Telescope“ international mit PaST abgekürzt, häufig auch als „21 Centimeter Array“ bzw. 21CMA bezeichnet. Sie wird als eine Art Prototyp für das geplante Square Kilometre Array in Australien und Südafrika betrieben.
Da mit der 21CMA-Anlage bereits eine Infrastruktur und Personal zur Verfügung stand, und natürlich auch wegen der niedrigen zivilisatorischen Störstrahlung oberhalb von 20 MHz, wurde dort ab 2008 das „Tian Shan Radio Experiment for Neutrino Detection“, kurz TREND, aufgebaut, ein Gemeinschaftsprojekt der Chinesischen Akademie der Wissenschaften mit dem französischen Centre national de la recherche scientifique. Bei diesem Experiment sollten in einer ersten Phase mittels einer Antennenanlage die von der Kosmischen Strahlung erzeugten Luftschauer anhand der dabei emittierten Radiostrahlung nachgewiesen werden. Im Frühjahr 2010 waren in Ulastai 15 logarithmisch-periodische Antennen und 3 Szintillationszähler mehr oder weniger entlang der 21CMA-Achsen installiert. Im Sommer und Herbst jenes Jahres wurde die Anlage 250 m nach Osten auf insgesamt 50 Antennen erweitert; seit März 2011 läuft der reguläre Messbetrieb mit der erweiterten Anlage.
500 m östlich des Datenerfassungszentrums der Beobachtungsstation Ulastai wurde 2010, zugleich mit der Bezugspunktstation Bayanbulak, die GNSS-Bezugspunktstation Ulastai (乌拉斯台GNSS基准站, Pinyin Wūlāsītái  GNSS Jīzhǔnzhàn) für das Chinesische Tektonische Beobachtungsnetzwerk eingerichtet. Gelegen auf Kies, Sand und Tonsediment aus dem Holozän und Jungpleistozän, 1 km südlich einer tektonischen Verwerfung, dient sie, wie ihre Schwesterstation in Bayanbulak, neben der Grundlagenforschung zu Plattentektonik, Geodynamik etc. vor allem der Erdbebenvorhersage. Beide Bezugspunktstationen unterstehen Zhang Ali (张阿丽) vom Forschungslabor für angewandte Astronomie (应用天文研究室) bei der Hauptverwaltung des Observatoriums in Ürümqi.

### Qitai
Im März 2010 fand in Ürümqi unter Teilnahme von Zhan Wenlong (詹文龙, *1955), Vizepräsident der Akademie der Wissenschaften,
Yang Gang (杨刚, *1953), Vizevorsitzender des Ständigen Ausschusses der Regierung von Xinjiang,
und weiteren Kadern ein Symposium über den Bau eines Radioteleskops mit großem Durchmesser in Xinjiang statt. Hierbei entschied man sich für einen Standort in einem Tal am Nordhang des Tian Shan, heute „Astronomie-Tal“ (天文谷, Pinyin Tiānwén Gǔ) genannt, auf dem Gebiet der Großgemeinde Banjiegou (半截沟镇) im Kreis Qitai, 202 km östlich der damaligen Nanshan-Basis. Das Astronomie-Tal misst etwa 1,5 km von Ost nach West und 2 km von Nord nach Süd und befindet sich auf einer Höhe von 1730–1830 m über dem Meeresspiegel.
Am 27. August 2011, dem Tag an dem das Observatorium Xinjiang sein neues Türschild erhielt, hielt man in Ürümqi die erste von vielen Arbeitstagungen über das voll schwenkbare Radioteleskop mit einem Durchmesser von 110 m ab, und am 15. Juli 2012 fand in Anwesenheit von viel Prominenz aus Wissenschaft und Politik der erste Spatenstich im Astronomie-Tal statt.
Während die Baumaschinen in Qitai Zufahrtsstraßen und Gebäudefundamente anlegten, wurde am 26. April 2015 im Rahmen des „Programms 973“ zur Förderung wichtiger Grundlagenforschung ein Vorbereitungs-Projekt in die Wege geleitet, um sich über die notwendige Technologie für die Parabolantenne, wegen der englischen Bezeichnung „Qitai Telescope“ international QTT abgekürzt, klar zu werden.
Im November 2018 begann man mit der Anwerbung von Ingenieuren für den Breitbandempfänger (150 MHz–115 GHz) und die Datenverarbeitung bei der eigentlichen Antenne.
Das Programm 973 wurde am 16. Februar 2016 beendet, als laufendes Projekt wurden die Vorbereitungsarbeiten für das Radioteleskop jedoch über die gesamte zugesagte Förderzeit bis Ende 2019 vom Finanzministerium der Volksrepublik China finanziert und abschließend mit „gut“ (良好) bewertet.
Der Baubeginn für das eigentliche Teleskop war am 21. September 2022, im August 2023 war die Ausschreibung für die sich mit Aktoren selbst einstellende Antennenoberfläche abgeschlossen.
Neben dem im Bau befindlichen Radioteleskop befanden sich im September 2023 im Astronomie-Tal noch zwei optische Teleskope sowie ein Radioteleskop zur Beobachtung des Sonnensystems im niederfrequenten Bereich. Auf dem etwa 94 ha umfassenden Gelände der Beobachtungsstation Qitai (奇台观测站) befanden sich zu diesem Zeitpunkt Büros und Wohnheime mit einer Grundfläche von insgesamt 7216 m²; bis zur Inbetriebnahme des Großteleskops sollte dies auf 15.000 m² anwachsen.

## Forschungsbereiche
Ende 2022 waren am Astronomischen Observatorium Xinjiang 32 Professoren, 13 Ingenieure und 7 Laborleiter angestellt.
Zusammen mit ihren Magistranden und Doktoranden – das Observatorium Xinjiang ist ein Campus der Universität der Chinesischen Akademie der Wissenschaften – forschten sie in vier Bereichen:
- Pulsare

Die Forschungsgruppe Pulsare (脉冲星研究团队) unter der Leitung von Zhu Cui (朱翠) beobachtet derzeit mit Hilfe des 25-m-Radioteleskops in Nanshan 300 Pulsare, darunter rund ein Dutzend Millisekundenpulsare, die als potentielle Zeitgeber für eine Pulsar-basierte Standardzeit dienen können. Daneben befasst man sich noch mit der Beobachtung von sogenannten „RRATs“, kurz für „Rotating Radio Transients“, also Pulsaren mit gelegentlich aussetzenden Pulsen, und Magnetaren, sowie der Suche nach neuen Radiopulsaren. Seit der Beobachtung von vier Pulsaren im Januar 1996
– die erste Pulsar-Beobachtung in China – hat die Forschungsgruppe mehr als 100 Publikationen zu Themen wie Magnetfeld und Strahlungsausbrüche von Magnetaren, Rotationsmodell und thermische Evolution von Neutronensternen und vielem mehr veröffentlicht.
- Entstehung und Evolution von Sternen

Die Molekülwolke Orion A

Die Forschungsgruppe Entstehung und Evolution von Sternen (恒星形成与演化研究团组) unter der Leitung von Jarken Esimbek, seit März 2014 stellvertretender Direktor des Observatoriums,
befasst sich derzeit hauptsächlich mit Riesenmolekülwolken, ihrer Struktur und physikalischen Eigenschaften. Die Sternentstehung in der Milchstraße und benachbarten Galaxien findet fast ausschließlich in Riesenmolekülwolken statt; die Wissenschaftler um Jarken Esimbek interessieren sich besonders für die Ausgangsbedingungen für die Entstehung massereicher Sterne, sogenannte H-II-Gebiete, also Gaswolken mit einer großen Menge an ionisiertem atomarem Wasserstoff, und die Auslöser für Sternentstehung. Außerdem findet derzeit eine gezielte Suche nach natürlichen Wasser-Masern in Gegenden statt, wo massereiche Sterne entstehen. Im Jahr 2013 begann man mit Hilfe des am 25-m-Radioteleskop in Nanshan installierten Spektrometers mit der Beobachtung der Ammoniak-Absorptionslinie in Riesenmolekülwolken, zunächst in der Taurus-Molekülwolke, in jüngerer Vergangenheit in der Orion-A-Molekülwolke, um einen besseren Einblick in die Struktur dieser Wolken zu bekommen.
- Aktive Galaxiekerne

Die Forschungsgruppe Galaxien und Kosmologie (星系宇宙学研究团组) unter der Leitung von Liu Xiang (刘祥)
befasst sich derzeit mit der Untersuchung aktiver Galaxiekerne, sowohl mit dem 25-m-Radioteleskop in Nanshan als Einzelteleskop als auch als Teil internationaler VLBI-Netzwerke, wie zum Beispiel dem European VLBI Network.
Hierbei interessieren sich die Wissenschaftler um Liu Xiang vor allem für die Veränderung der von diesen Galaxiekernen ausgesandten Strahlung im Laufe eines Tages und von Jahr zu Jahr, wofür sie eine eigene Software zur Analyse der Daten entwickelten. Hiermit konnten sie bestätigen, dass die starken und schnellen Veränderungen hauptsächlich durch interstellare Szintillation, also die Ablenkung der Strahlung im interstellaren Medium, analog zum Funkeln der Sterne am sichtbaren Himmel, hervorgerufen werden.
- Empfangsgeräte

Die Gruppe Mikrowellenempfänger (微波接收机团组) unter der Leitung von Chen Maozheng (陈卯蒸)
ist verantwortlich für die Wartung, Verbesserung und Neuentwicklung von Empfängern. Zusammen mit dem Max-Planck-Institut für Radioastronomie entwickelte und baute man in Bonn einen gekühlten Doppelpolarisation-Empfänger für das 6 cm- bzw. C-Band und installierte ihn anschließend im Nanshan-Teleskop, wo er nun von der Forschungsgruppe Galaxien und Kosmologie zur Beobachtung der innerhalb eines Tages variierenden Strahlung aus aktiven Galaxiekernen verwendet wird. Außerdem stellte man vor Ort in Ürümqi einen gekühlten Doppelpolarisation-Empfänger für das 1,3 cm- bzw. K-Band her, der, installiert im Nanshan-Teleskop, von der Forschungsgruppe Entstehung und Evolution von Sternen für die systematische Suche nach Ammoniak-Absorptionslinien in der galaktischen Ebene genutzt wird. Das neueste Projekt der Ingenieure um Chen Maozheng ist die Entwicklung eines Breitbandempfängers (150 MHz–115 GHz) für das im Bau befindliche 100-m-Radioteleskop in Qitai.